# Lenvik Museum
Lenvik Museum är ett lokalhistoriskt museum i byn Bjorelvnes, 18 kilometer norr om staden Finnsnes i Senja kommun i Troms fylke i norra Norge. Det ingår i Midt-Troms Museum.
Lenvik Museum ligger i Lenviks gamla prästgård från 1885. Det visar utställningar om kyrko- och religionshistoria. 
Museet visar den lokala kustkulturen. Båtbyggaren Gunnar Eldjarn har byggt fem 17-fots nordlandsbåter, så kallade bindalsfæringar, försedda med sprisegel. I museet ingår också anläggningar vid havsstranden som kaj, brygga, sjöbodar och motorhus, samt en tvårumsstuga och en ladugård. 